# Пьоццо
Пьоццо (итал. Piozzo) — коммуна в Италии, располагается в регионе Пьемонт, в провинции Кунео.
Население составляет 1009 человек (2008 г.), плотность населения составляет 72 чел./км². Занимает площадь 14 км². Почтовый индекс — 12060. Телефонный код — 0173.
Покровителем коммуны почитается святой первомученик Стефан, празднование 26 декабря.

## Демография
Динамика населения:

## Администрация коммуны
- Официальный сайт: http://www.piozzo.com